# Boros László (újságíró, 1893–1974)
Boros László, született Beimel László (Budapest, 1893. január 16. – Bécs, 1974. szeptember 19.) magyar hírlapíró, író, lapszerkesztő.

## Élete
Beimel Lajos (1864–?) bank-és váltóüzlet-tulajdonos és Hódosi Irén (1873–1951) gyermekeként született. Szülei 1904-ben elváltak, majd édesanyja ismét megházasodott. 1910-től nevelőapja Boross Mihály vasúti mérnök, újságíró volt, aki 1912-ben nevére vette. Elemi és középiskoláit Budapesten végezte, majd a Budapesti Tudományegyetemen jogot hallgatott, de oklevelet nem szerzett. 1912-ben hírlapírói pályafutását a Budapest című lapnál kezdte. 1913-tól a Világ című napilap berlini és párizsi tudósítója, majd 1918 és 1923 között politikai rovatvezetője volt. 1923 és 1939 között felelős szerkesztőként dolgozott az Esti Kurír című lapnál. A zsidótörvények miatt még a világháború kitörése előtt Franciaországba emigrált, ahol 1940 januárjában megalapította a Párizsi Kurír című lapot. Franciaország német megszállását követően Brazíliába, majd az USA-ba menekült. Az ottani magyar sajtóban dolgozott, 1949 és 1952 között az Amerikai Magyarság kiadója és szerkesztője lett. 1952 és 1957 között Münchenben élt és az Amerika Hangja (Voice of America) európai szerkesztőségének vezető munkatársa volt, majd 1957-től 1963-ig a New York-i irodájának vezetője. Ezután Bécsben élt. 
1934-től alelnöke volt a Nemzetközi Újságíró Szövetségnek, majd főtitkára, később alelnöke a Magyar Újságíró Egyesületnek. 1933-ban ő rendezte a Nemzetközi Újságíró Szövetség budapesti kongresszusát, amiért a magyar kormány kormányfőtanácsosi címmel, a francia kormány becsületrenddel tüntette ki. 1951-től a Menekült Magyar Írók és Újságírók Egyesületének tiszteletbeli elnöke volt.

## Magánélete
Házastársa Hoffmann Frida volt, Hoffmann Gusztáv és Herrmann Laura lánya, akit 1927. október 2-án Budapesten vett feleségül.

## Főbb művei
- A Habsburg-monarchia (Huszadik Század, 1914)
- Az osztrák hegemóniáról (Magyar Figyelő, 1915)
- A zsidókérdés Magyarországon (Huszadik Század, 1917)
- Ady és az új magyar líra (Ma, 1918)

## Díjai, elismerései
- Francia Becsületrend – lovag (1934)